# NGC 4874
NGC 4874 is een zeer groot elliptisch sterrenstelsel in het sterrenbeeld Hoofdhaar. Het hemelobject ligt 320 miljoen lichtjaar van de Aarde verwijderd en werd op 5 mei 1864 ontdekt door de Duits-Deense astronoom Heinrich Louis d'Arrest.

## Synoniemen
- UGC 8103
- MCG 5-31-70
- ZWG 160.231
- Z 1257.2+2814
- DRCG 27-129
- PGC 44628